# Wally Yachts

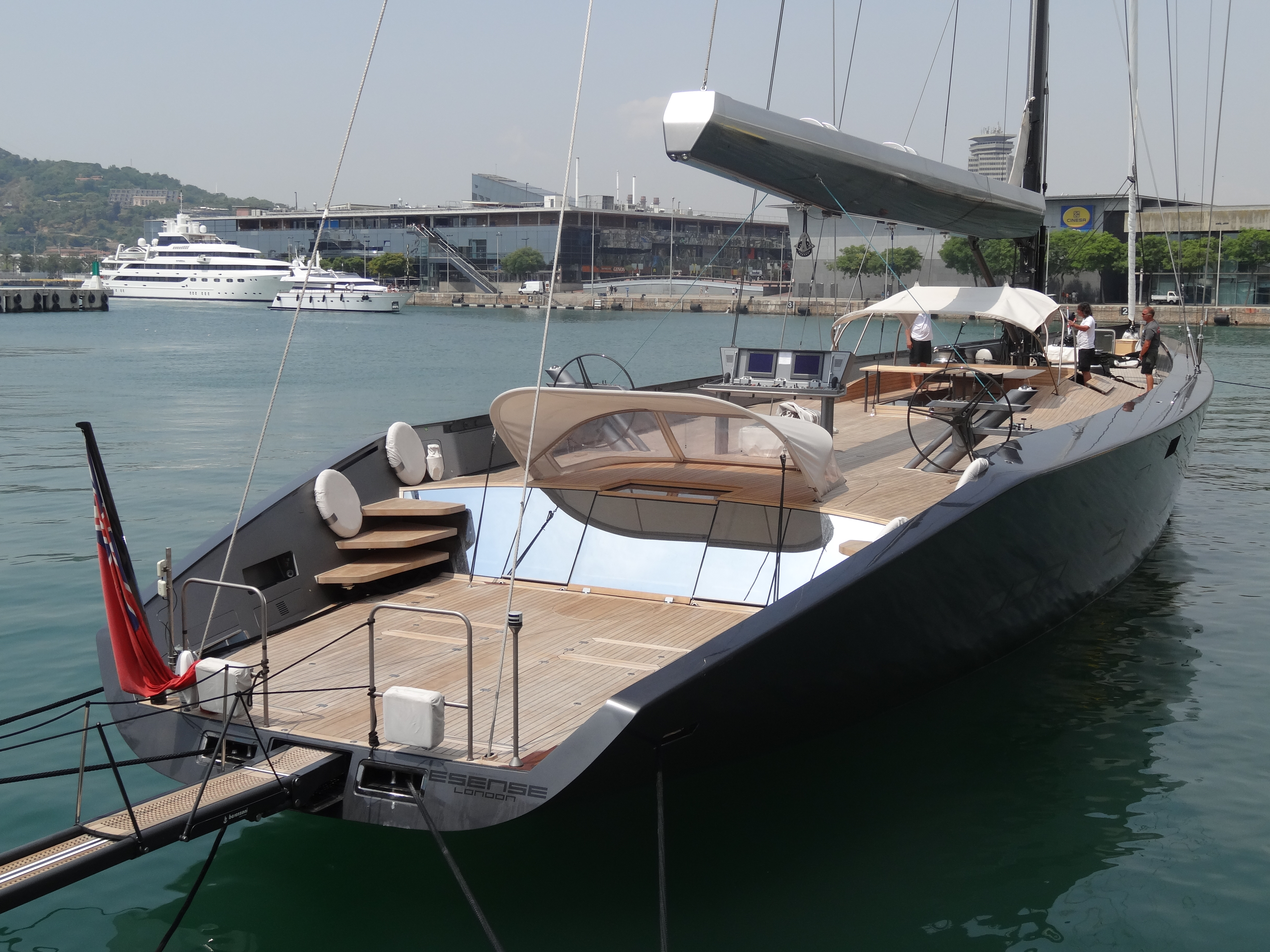
Esense, eine Luxus-Segelyacht aus der Wally-Werft

Wally Yachts ist eine Werft mit Sitz in Monte Carlo, Monaco.
Die Firma wurde 1994 vom italienischen Geschäftsmann Luca Bassani gegründet und ist für ihre Luxusyachten bekannt. Zum Sortiment gehören Motor- und Segelyachten. Die Schiffsmodelle wurden u. a. von den Designern Luca Brenta, Bruce Farr und Philippe Starck  entworfen beziehungsweise ausgestattet.

## Trivia
- Zu den Eigentümern von Wally-Yachten zählen Prominente wie Giovanni Agnelli, Juan Carlos I. von Spanien, Marco Tronchetti Provera und Lindsay Owen-Jones.
- Allgemein bekanntestes Modell ist die 118 WallyPower, welche im Film Die Insel zu sehen ist.
- Im März 2008 brachte Wally Yachts das Modell WallyIsland heraus. Diese Yacht ist als schwimmender Wohnsitz konzipiert
- Im Jahr 2009 ging Wally zusammen mit dem Pariser Modehaus Hermés ein Joint-Venture ein. Die Entwürfe von WHY (so der Name) zeichnen sich durch ungewöhnliche Breite aus. Das größte Modell mit dem Ausmaßen von 38 Metern Breite und 58 Metern Länge, soll rund 100 Millionen Euro kosten und ebenfalls als schwimmende Insel dienen.